# DZ Андромеды
DZ Андромеды (лат. DZ Andromedae) — одиночная звезда в созвездии Андромеды на расстоянии приблизительно 2390 световых лет (около 733 парсеков) от Солнца. Видимая звёздная величина звезды — +10,22m.

## Характеристики
DZ Андромеды — оранжевый гигант спектрального класса K2III или K0. Радиус — около 10,78 солнечных, светимость — около 49,811 солнечных. Эффективная температура — около 4670 K. Ранее считалась переменной звездой, но дальнейшие наблюдения переменности не подтвердили.